# Anisodes cyclophora
Anisodes cyclophora là một loài bướm đêm trong họ Geometridae.